# IC 4519

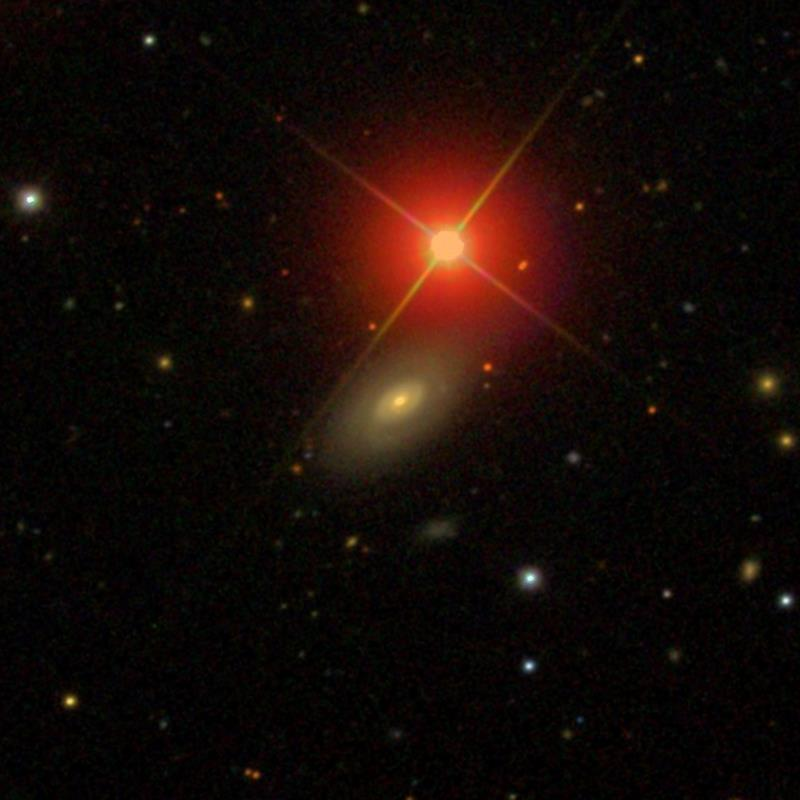
IC 4519

IC 4519 — галактика типу SB0-a (компактна витягнута галактика) у сузір'ї Волопас.
Цей об'єкт міститься в оригінальній редакції індексного каталогу.